# Öveds distrikt
Öveds distrikt är ett distrikt i Sjöbo kommun och Skåne län. 
Distriktet ligger nordväst om Sjöbo.

## Tidigare administrativ tillhörighet
Distriktet inrättades 2016 och utgörs av socknen Öved i Sjöbo kommun.
Området motsvarar den omfattning Öveds församling hade 1999/2000.